# Жовтомолочник гібридний
Жовтомолочник гібридний (Roemeria hybrida) — вид квіткових рослин з родини макових (Papaveraceae).

## Опис
Однорічник 10–50 см заввишки. Рослина з густим жовтим молочним соком. Листки 2–5 см завдовжки, 2–3-перисторозсічені з ± лінійними сегментами. Пелюстки 2–2.5 см, фіолетові. Коробочка 3–10 см завдовжки, лінійно-циліндрична, 4-стулкова, рідше біля верхівки щетинчаста. Насіння багато, ниркоподібне. 2n = 22.

## Поширення
Росте на півдні Європи (Албанія, Болгарія, Франція, Греція, Італії, Іспанія, Туреччина в Європі), півночі Африки (Алжир, Канарські острови, Єгипет, Лівія, Марокко, Туніс), західній і центральній Азії (Кіпр, Країни Перської затоки, Іран, Ірак, Казахстан, Киргизстан, Кувейт, Ліван-Сирія, Пакистан, Палестина, Саудівська Аравія, Таджикистан, Південний Кавказ, Туреччина, Туркменістан, Узбекистан, Сіньцзян).
В Україні вид росте на сухих кам'янистих схилах, вздовж доріг — у Криму на ПБК, спорадично.